# Staya Erusa
Onder de titel Staya Erusa zijn twee documentaires verschenen van de Nederlanders Harry Beckers, Claudia Bredewold en Ronald Jan Heijn. De makers beogen hiermee volgens eigen zeggen "een bijdrage te leveren aan bewustzijnsverruiming van de mens en door deze ruimere manier van denken grote wereldvraagstukken moeten verklaren en oplossingen moeten aanreiken."
Staya Erusa, The Beginning was een pilot film die in 2006 werd vertoond in de Nederlandse filmhuizen. In een aantal filmhuizen werd het de best bezochte film van het jaar. In 2007 verscheen de internationale remake onder de titel Staya Erusa, Find the Book of Knowledge, dit keer in samenwerking met Uri Geller.
Aan de hand van animaties van het onzichtbare en interviews met wetenschappers en schrijvers beoogt de film volgens de makers "de kijker inzicht te geven in bewustzijn, kosmos en leven en dood, met name het leven na de dood."

## Magazine
Op 11 maart 2008 presenteerde Ronald Jan Heijn in De Wereld Draait Door het Staya Erusa magazine dat vanaf 15 maart zou verschijnen. Na enkele nummers werd de uitgave door uitgeverij House of Knowledge gestaakt.